# フェードロー
フェードローは、日本の男性お笑いコンビ。元所属先はホリプロコム。2023年11月６日時点でフリー。

## メンバー
- 門田 龍馬（もんでん りょうま、1988年1月29日 - ）

広島県福山市出身。広島県立福山誠之館高校出身（硬式野球部、ポジション/ショート、右投げ左打ち）。身長165cm、体重65kg。
- 甲斐田 良太（かいだ りょうた、1987年3月4日 - ）

埼玉県北本市出身。埼玉県立熊谷高校出身（硬式野球部、ポジション/セカンド、右投げ右打ち）。身長168cm、体重60kg。

## 略歴
- 大学の野球サークルで出会い、社会人を経験した後に2016年コンビ結成。
- 野球YouTube「フェードロー野球ちゃんねる」を運営する。

## 出演
フェードローの予想屋横丁（原則第一月曜日21：00～55分）　ニコジョッキー